# Verdienstmedaille der Seeverkehrswirtschaft

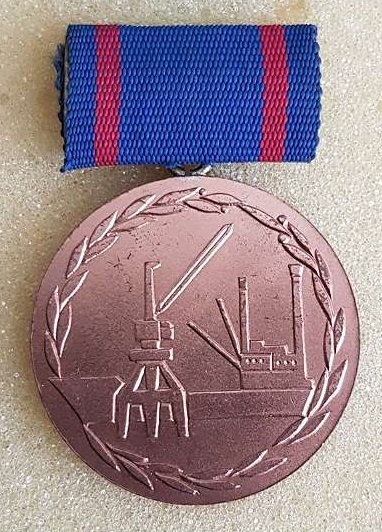
Verdienstmedaille der Seeverkehrswirtschaft in Bronze (Avers)

Die Verdienstmedaille der Seeverkehrswirtschaft war eine staatliche Auszeichnung  der Deutschen Demokratischen Republik (DDR), welche in Form einer tragbaren Medaille verliehen wurde.

## Geschichte
Die Medaille wurde am 1. Juli 1965 gestiftet. Mit ihr konnten alle Personen geehrt werden, die durch aktiven und selbstlosen Einsatz, beispielhafte Arbeitserfolge vorweisen konnten oder langjährige verdienstvolle Tätigkeiten auf dem Gebiet der Seeverkehrswirtschaft. Ab 1968 konnten auch Angehörige der Hochseefischerei damit geehrt werden.

## Stufen
- I. Stufe in Gold
- II. Stufe in Silber
- III. Stufe in Bronze

## Aussehen
Die Medaille mit einem Durchmesser von 31,5 mm ist aufgrund ihrer verliehenen Stufe entweder vergoldet, versilbert und aus Bronze. Auf ihrem Avers zeigt innerhalb eines Lorbeerkranzes einen stilisierten Portalkran sowie die Umrisse eines Frachtschiffes. Auf dem Avers findet sich zentral das Staatswappen der DDR wieder mit der darunter liegenden Inschrift: VERDIENSTMEDAILLE / DER SEEVERKEHRS / WIRTSCHAFT. Getragen wurde die Medaille als Bandorden auf der linken Brustseite an einem 24 × 13 mm großen blauen Ordensband mit je 2,0 mm breiten Mittelstreifen, wobei das Band der I. Stufe drei Mittelstreifen hatte.

## Bekannte Träger (Auswahl)
Gerhard Buchführer: Gold
Wilhelm Knapp: Gold
Max Oesau: 1976 (Bronze); 1986 (Silber)
Peter Reichenbach (Jurist): Bronze und Silber